# Attentat de Jammu et Kashmir de 2001
Le lundi 1er octobre 2001, trois militants du Jaish-e-Mohammed ont mené une attaque contre l'Assemblée législative (en) de l'état de Jammu-et-Cachemire  à l'aide d'un Tata Sumo chargé d'explosifs, en battant dans la porte principale avec trois fidayeen kamikazes,. 38 personnes et trois fidayeen ont été tués dans cette attaque.

## L'Attaque
L'attaque a eu lieu vers 2 heures, une heure après la fermeture des bureaux. Un terroriste a conduit une Tata Sumo chargée d'explosifs à l'entrée principale et a explosé. Les autres militants sont entrés dans l'immeuble et y ont pris le contrôle. Tous les terroristes ont été tués dans la fusillade qui a suivi qui a duré plusieurs heures. Aucun Législateur a été tué, car ils ont été réunis au sein d'installations temporaires comme l'édifice de l'assemblée législative a récemment été endommagée par un incendie. De nombreux hauts dirigeants avaient déjà quitté le bâtiment. L'orateur M. Abdul Ahad Vakil a été escorté à la sécurité par les forces de sécurité.

## La suite
Le groupe terroriste Jaish-e-Mohammed a revendiqué la responsabilité et nommé un ressortissant Pakistanais Wajahat Hussain comme le kamikaze. 